# Émile Cossonneau
Émile Cossonneau est un homme politique français né le 22 octobre 1893 à Paris et mort le 10 décembre 1943 à Neufchâtel-sur-Aisne (Aisne). Membre du Parti communiste français,  il est député de Seine-et-Oise de 1936 à 1940.

## Biographie
Fils d'un ravaleur et tailleur de pierre, Émile Auguste Cossonneau est né le 22 octobre 1893 à Paris, au domicile familial du 248 rue de Vaugirard.
Durant la Première Guerre mondiale, il est incorporé dans l'éphémère 9e régiment de marche de zouaves. À l'été 1916, il est blessé à Maurepas.
Le 30 juillet 1921, à Paris (XXe), Mimile épouse Germaine Emilienne Marie Fontaine.
Ouvrier serrurier,  il rejoint le syndicalisme unitaire à l'issue de la guerre. Il suit alors le parcours de beaucoup de ses membres et finit par adhérer au Parti communiste français en 1929.
Il s'impose rapidement comme secrétaire du rayon de Gagny, puis, en 1933, il devient membre du comité régional Paris-Est du Parti communiste.

### L’homme politique
Aux élections municipales de 1935, la liste communiste l’ayant emporté au deuxième tour, après fusion avec celle des socialistes et radicaux, il est désigné maire de Gagny.
Deux mois plus tard, grâce au désistement en sa faveur du candidat socialiste, il est élu conseiller général de Seine-et-Oise, élu du canton du Raincy.
Aux élections législatives de 1936, désigné candidat par le Parti communiste dans la circonscription de Pontoise, il recueille 54,52% des suffrages au second tour. Dans le mouvement du Front populaire, il devance ainsi nettement Guillaume Ballu, le député conservateur sortant, et rejoint  l'Assemblée Nationale.
Après la dissolution du groupe communiste à la Chambre des députés, il s'inscrit au groupe ouvrier et paysan français. Soutenant, au moins officiellement, le pacte germano-soviétique, il est arrêté le 8 octobre 1939 et déchu de son mandat le 21 janvier 1940.
Le 3 avril 1940, il est condamné par le 3e tribunal militaire de Paris à 5 ans de prison, 4 000 francs d'amende et 5 ans de privation de ses droits civiques.  Il est aussitôt incarcéré à la prison de la Santé.

### Mort pour la France
Transféré en Afrique du Nord, en mars 1941, Emile Cossonneau est libéré après le débarquement allié en Afrique du Nord en 1943. À cette époque, son épouse est déjà réfugiée en Auvergne, à Saint-Bonnet-le-Chastel.
Ayant rejoint les Forces françaises libres, il part en mission à Londres. Alors qu'il rentre en France clandestinement en avion dans la nuit du 10 au 11 décembre 1943, vraisemblablement pour préparer le retour de dirigeants communistes, son appareil est abattu par des tirs de DCA allemande. Il est déclaré mort pour la France en mission aérienne.